# Delage Type E
Der Delage Type E war ein frühes Personenkraftwagenmodell der französischen Marke Delage. Der Hersteller bezeichnete es als Voiturette.

## Beschreibung
Die nationale Zulassungsbehörde prüfte das Fahrzeug mit der Nummer 38 und erteilte am 16. November 1906 die Genehmigung. Delage bot das Modell von 1906 bis 1909 an. 
Ein Einzylindermotor von De Dion-Bouton trieb die Fahrzeuge an. Er hatte 100 mm Bohrung und 120 mm Hub. Das ergab 942 cm³ Hubraum. Der Motor leistete 8 PS. Der stärkere Motor war der einzige Unterschied zum Delage Type D. Die Höchstgeschwindigkeit war mit 50 km/h angegeben.
Das Fahrgestell hatte 1165 mm Spurweite und 2050 mm Radstand. Die offene Karosserie als Phaeton bot Platz für zwei Personen.

## Stückzahlen und überlebende Fahrzeuge
Peter Jacobs vom Delage Register of Great Britain erstellte im Oktober 2006 eine Übersicht über Produktionszahlen und die Anzahl von Fahrzeugen, die noch existieren. Seine Angaben zu den Bauzeiten weichen in einigen Fällen von den Angaben der Buchautoren ab. Stückzahlen zu den Modellen vor dem Ersten Weltkrieg sind unbekannt. Für dieses Modell bestätigt er die Bauzeit von 1906 bis 1909. Es existieren noch vier Fahrzeuge.